# 6106 Stoss
6106 Stoss eller 6564 P-L är en asteroid i huvudbältet som upptäcktes den 24 september 1960 av den nederländsk-amerikanske astronomen Tom Gehrels och det nederländska astronomparet Ingrid van Houten-Groeneveld och Cornelis Johannes van Houten vid Palomarobservatoriet. Den är uppkallad efter den tyske skulptören Veit Stoss.
Asteroiden har en diameter på ungefär 13 kilometer och den tillhör asteroidgruppen Themis.